# 鞘翅臭草
鞘翅臭草（学名：Melica komarovii）为禾本科臭草属下的一个种。

## 扩展阅读
- 維基物種上的相關：鞘翅臭草